# Basílica d'Atocha
La Basílica d'Atocha és un temple catòlic al Districte de Retiro de la vila de Madrid. Bastit possiblement a sobre d'una ermita mudèjar anterior de datació incerta, però anterior a la conquesta de Madrid per Alfons VI de Lleó; s'hi instal·là al segle xvi un convent de l'orde dels Dominics, que fou consagrat com a basílica durant el regnat d'Isabel II d'Espanya i destruït el 20 de juliol del 1936. Al seu lloc s'hi construí un nou temple sota el mateix orde des de llavors església de caràcter parroquial. S'hi venera la imatge de la Verge d'Atocha, una marededeu trobada i negra, de gran devoció a la ciutat i particularment i per tradició la que hi té la Família Reial Espanyola.

## Convent

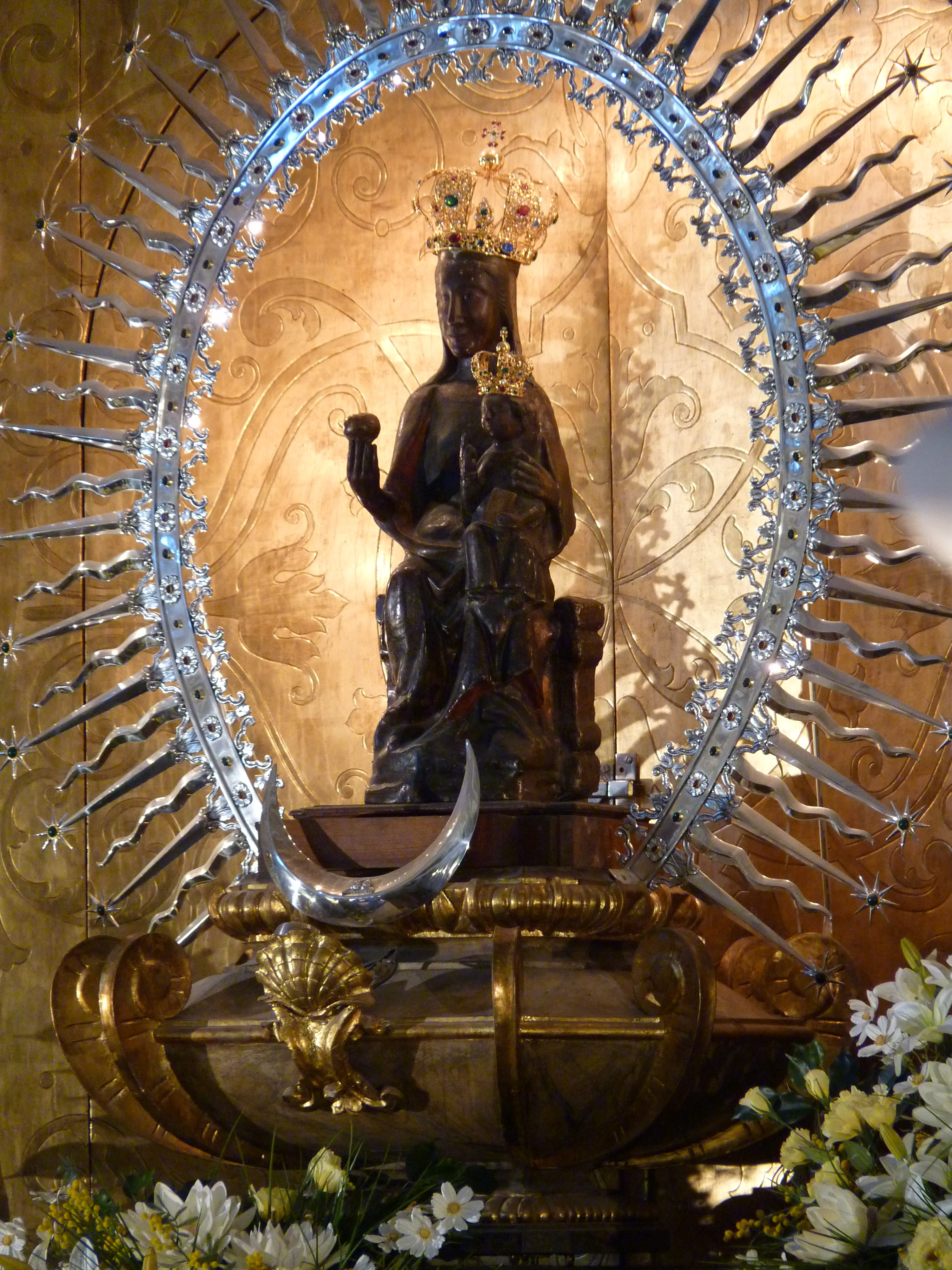
Imatge de la Mare de Déu d'Atocha a l'altar major de la basílica

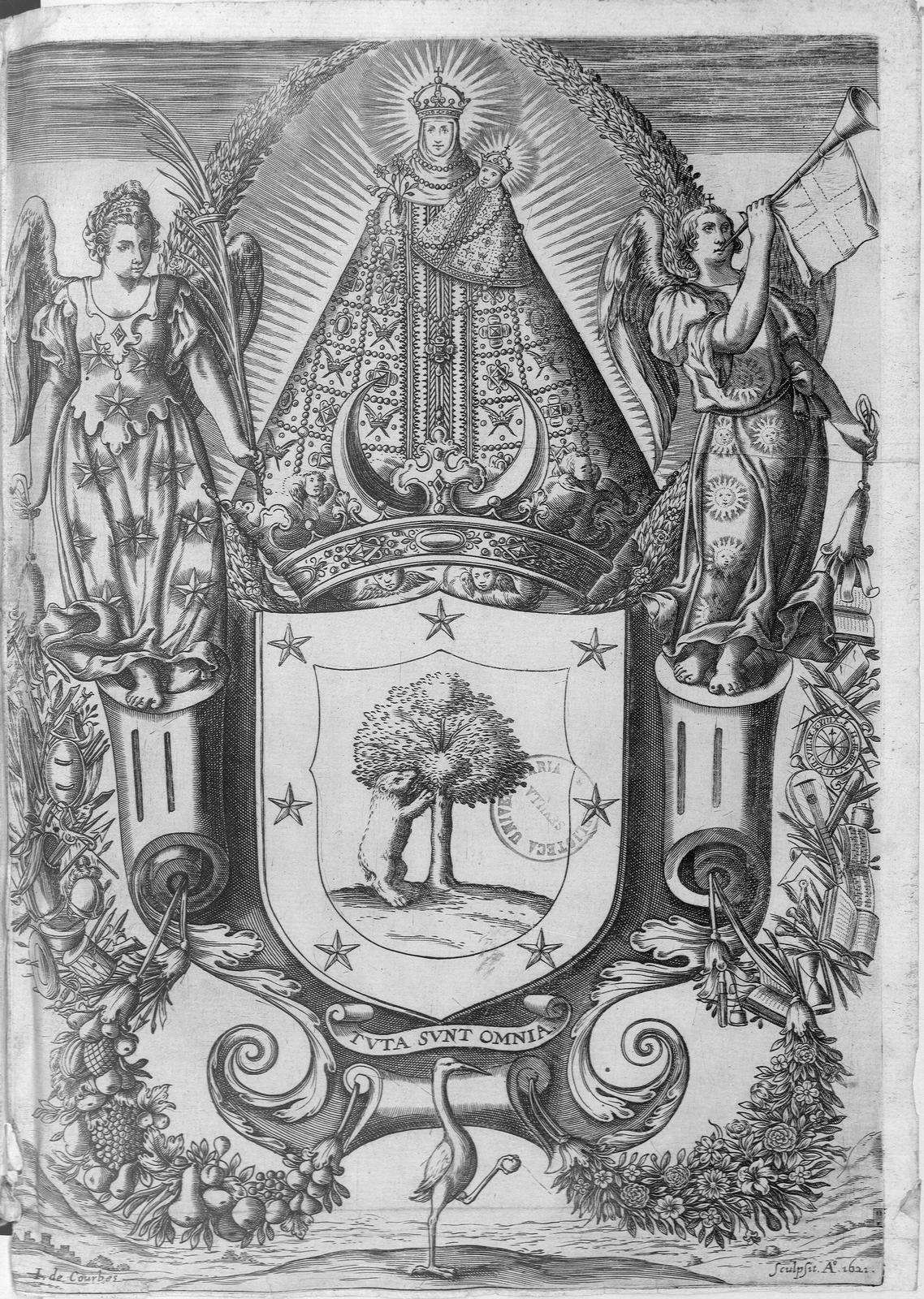
La Mare de Déu d'Atocha sobre l'escut de Madrid (gravat de l'obra Teatro de las grandezas de la villa de Madrid,)

Sobre l'antic santuari de la Mare de Déu d'Atocha, va ser erigit un convent de dominics per l'inquisidor general Francisco García de Loaysa i Juan Hurtado de Mendoza, confessor de l'emperador Carles V. Van venir els primers religiosos de Talavera, i van prendre possessió del terreny en 11 de maig de 1523. La capella de la Mare de Déu d'Atocha dins de l'església del convent la va manar el rei Felip II al mateix lloc on hi havia l'antic santuari, acabant-se l'obra el 1588. Felip III de Castella estengué una cèdula reial a Valladolid a 10 de novembre de 1602. Felip IV de Castella tornà a reedificar aquesta capella, encarregant la renovació de les pintures a Sebastián Muñoz i Isidro Arredondo. Després s'encarregaren els frescos a Luca Giordano, pintant les petxines, arcs, i la volta de la capella. La fàbrica d'aquesta santa casa va durar molt temps, no quedant acabada fins al segle xvii.
Sobresortia aquesta construcció per la seva gran sumptuositat, augmentada després considerablement en els successius regnats fins que l'edifici va ser reduït a caserna pels francesos en 1809. Ferran VII al seu retorn a Espanya va cuidar de restaurar aquesta església i convent, reedificant gairebé del tot, fent construir pel seu arquitecte Isidro González Velázquez l'altar major, adornant tota l'església de retaules, joies, efígies i quadres, entre ells un Sant Miquel, d'Esteban Jordán, els de la Magdalena, Mare de Déu del Roser i Descans a Egipte, de Corrado, com també els àngels de la capella del Crist, escultures de José Ginés i Esteban de Agreda, i traslladant-se amb pública solemnitat l'antiquíssima i venerada imatge de la Mare de Déu, objecte de la més religiosa pietat dels madrilenys. Va disposar també que s'hi dipositessin col·locats els estendards i banderes dels antics terços, armades i regiments espanyols, i els conquerits als seus enemics. Aquells pavellons, entre els quals hi ha el penó de Joan d'Habsburg i Blomberg, els dels ordes militars, els dels terços de Flandes, entre d'altres. Aquest convent tenia vuitanta religiosos de l'orde de Sant Domènec, encarregats del culte de la Mare de Déu d'Atocha, i el prior era patró de moltes obres pies en la cort.
A imitació seva, Carles IV d'Espanya va establir que es cantés la salve en els dies en què la visités de cerimònia la família reial. Emperò en 1809, reduït aquest convent a caserna de les tropes franceses, va ser incendiada en una nit, perdent-se els frescs de la capella, destruït el cambril, robades les joies de la Verge, les pintures, els llums i tot allò de valor hi havia.
Quan l'exclaustració, la imatge de la Mare de Déu fou altre cop traslladada a l'església de Santo Tomás, però, habilitat l'edifici per a caserna d'Invàlids, es tornà la imatge del seu nou cambril. A mitjans del segle xix el convent servia com a parròquia castrense per als invàlids al lloc que ocupava el santuari.

## Art

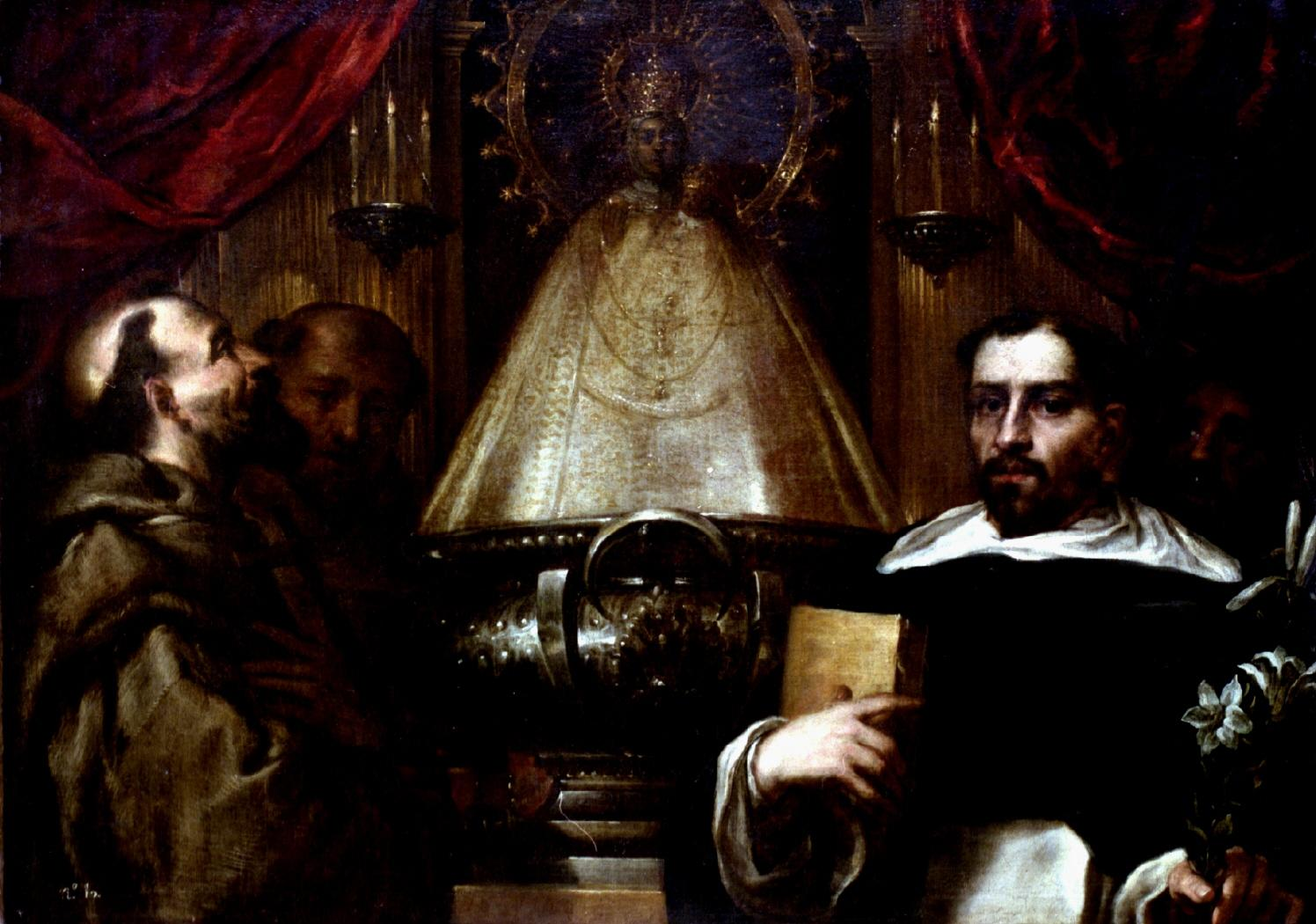
Santo Domingo y san Francisco ante la Virgen de Atocha d'Andrés Smidt (Museu Lázaro Galdiano, Madrid)

Segons la descripció que en fa Ponz, al segle xviii, a l'Església hi havia una llotja amb porxada, a banda i a banda, tancada per davant amb reixes de ferro, entre les quals hi havia al mig un pilar amb una estàtua de la Mare de Déu d'Atocha. La portada del temple no tenia cosa notable, fora d'un escut d'armes del Rei, i una estàtua de Sant Domènec. La nau de l'església era gran, i la seva arquitectura opinava Ponz que era de principis del regnat de Felip II, o fins del de Carles V. En la primera capella a la dreta hi havia a la paret ornaments fet per Josef Romaní. En un altar més endavant hi havia una pintura de santa Rosa de Lima de Lorenzo de Soto, i davant hi havia un sepulcre amb una estàtua de marbre agenollada, i amb la inscripció el rètol següent: «Esta Capilla és de Diego Gonzalez de Henao, Regidor que fue de esta Villa, año de 1624». En un pilar del creuer al costat de l'Evangeli hi havia un quadre de l'Enterrament de Crist, segons Ponz el millor que va pintar Antonio de Pereda. L'altar major es componia de diversos cossos amb columnes aïllades. Angelo Nardi va fer les vuit pintures d'aquest altar, que representen temes de la Vida de Jesús. No són de tant mèrit les estàtues repartides en ell. En les testeres del creuer, i capella major hi ha pintures que representen miracles obrats per la intercessió de Sant Isidre, i Nostra Senyora d'Atocha. Hi havia una estàtua de Santa Caterina de Siena en un altar del mateix creuer era de Juan Mena, la de sobre se Santa Agnès de Montepulciano de Pablo Ron - que fou cremada per tropes franceses per a escalfar-se durant l'ocupació napoleònica de Madrid-, i de Luís Salvador el Sant Tomàs col·lateral. Juan León va fer el Sant Nicolau de Bari en el seu altar.
El més notable d'aquest temple era la capella de Nostra Senyora d'Atocha, que formava una nau llarga i estreta, paral·lela al cos de l'església fins al creuer. La seva arquitectura estava desfigurada, particularment amb una tribuna o barana que l'envoltava tota, i servia per col·locar-hi un gran nombre de banderes, i estendards presos en batalles. La talla de l'altar era, segons Ponz, de pèssim gust, però no eren dolentes dues estàtues de Sant Pere, i Sant Pau que hi havia en ell. Francisco Herrera el Mozo va tenir la comissió de pintar la cúpula, i de la seva mà és l'Assumpció de la Mare de Déu que hi havia en ella. Per haver-se maltractat, van pintar després Sebastián Muñoz i Isidoro Arredondo, el primer va morir en l'obra havent caigut de la bastida. Últimament va treballar en ella Luca Giordano, fent les petxines, i altres coses, i així mateix totes les pintures a fresc que hi ha a les voltes anteriors: en una de les quals va representar la Transgressió d'Adam, usant de diverses al·legories per expressar l'arbre de la culpa, i en oposat a ell la gràcia, en què es figura Maria Santíssima. En una altra s'hi representava el somni de Nabucodonosor, que pel mateix terme figurar amb relació a la Mare aquell arbre frondós, i el gran muntanya format de la pedra que va fer caure l'estàtua. En un altre s'hi representava la Ciutat Santa de Jerusalem, que baixa del Cel, simbolitzant la vinguda de la Mare de Déu a Espanya, la figura plena de majestat es representa sobre un lleó, com alliberant-se de les tenebres de la gentilitat. En les llunetes hi ha altres històries sagrades al·lusives igualment a la Verge, i santa Maria germana d'Aaron, els Israelites cantant després de passat el Mar Roig, i Abigail quan va temperar amb la seva liberalitat la indignació de David. A les petxines, i entre les finestres s'hi representaven diverses heroïnes de les Escriptures, alguns profetes, i patriarques ascendents de Nostra Senyora, i diferents ornaments de fistons, targetes. Són també de Giordano els dos quadres grans que hi havia en aquesta capella, que representaven la restauració de Madrid per intercessió de la Verge.
El cambril de la Mare de Déu en paraules de Ponz, molt celebrat encara que no ho mereixia la seva arquitectura. Les pintures de la primera peça, i altres que va haver d'haver a l'antic cambril, les van fer Rici, i Carreño. Hi ha diversos quadres; entre ells una Resurrecció del Senyor, de Dominico Greco, una Sagrada Família a la manera d'Angelo Nardi, i segons l'escola de Zuccaro, era una Santíssima Trinitat amb diversos àngels pintada en làmina. També penjaven de la paret tretze pintures, que diuen, van ser d'unes Hores en què es resava a sant Pius V, i són fetes sobre el gust de l'escola de Dürer. Hi ha així mateix bones còpies de diversos quadres de l'Espanyoleto. Hi havia un baix relleu de bronze sobre camp de lapislàtzuli, que representava la Mare de Déu asseguda amb el Nen als braços: obra d'Alessandro Algardi, com també els dos àngels que hi havia a la part superior del marc. Aquesta peça del cambril formava diverses naus sostingudes de pilars, cobertes amb vint cúpules. Cadascuna contenia quatre ovals pintats de mà de Rovira i representen sants, i subjectes de l'Orde de Sant Domènec.
Hi havia diversos aparadors, on es contenen històries, i figuretes de plata, cristall de roca, i altres matèries precioses. A la sagristia hi havia quatre quadres de mitjà mèrit, que representen assumptes de l'Evangeli. Un cap de Sant Lluís Bertran és conforme a diversos retrats que queden d'aquest sant, fets per Gerónimo Espinosa, i també és d'estimar un quadre de la Mare de Déu, en apareixien tres figures de genolls. Les pintures del claustre, que representaven la vida de sant Domènec, les van fer Bartolomé de Cárdenas i Juan Chirinos, moltes de les quals s'havien perdut en època de Ponz, i només en quedaven algunes ja retocades. Era relativament notable - a ulls de Ponz - el cadirat de noguera que hi havia al cor, amb columnes als costats de cada cadira, i el quadre davant de l'orgue, en es representava a Nostra Senyora amb diversos sants.

## Sepultures
Al claustre hi havia una capella amb un sepulcre, l'epitafi deia: «El beato P. Fr. Juan Hurtado de Mendoza, fundador de este convento. Murió a XXV de abril del año MDXXIII»
A la volta dels religiosos hi havia sepultats eminents homes en santedat i lletres, i en un epitafi es llegia: «El beato P. Fr. Diego de Pineda, provincial de esta provincia de España. Murió año MXXVII». També hi eren sepultats l'analista fra Gerónimo Vallejo, el missioner fra Juan Bolante, contemporani de Felip II, qui el va tenir en molta estima; fra Bartolomé de las Casas, bisbe que fou de Chiapa, l'escriptor fra Luis López, i el distingit orador Francisco de Pereda, cronista d'Atocha.
A la volta, sota l'altar major, hi havia la sepultura dels comtes de Niebla. Felip IV va expedir una real cèdula prohibint que en la real capella de Nostra Senyora d'Atocha es sepultés cap persona que no pertanyés a la dinastia reial, i a l'església del convent, únicament aquells personatges que n'obtinguessin privilegi, però, en època de Capmany encara hi havia rètols sobre la sepultura d'alguns regidors de vila, i d'un metge de cambra i algun altre que se li concediria aquesta gràcia per mèrits particulars. També estaven dipositats en dos buits en diferents capelles dels ducs de Bailén i de Saragossa, per gràcia particular de la Reina, i en el panteó un fill d'una de les infantes germanes de Rei.

## Veneració

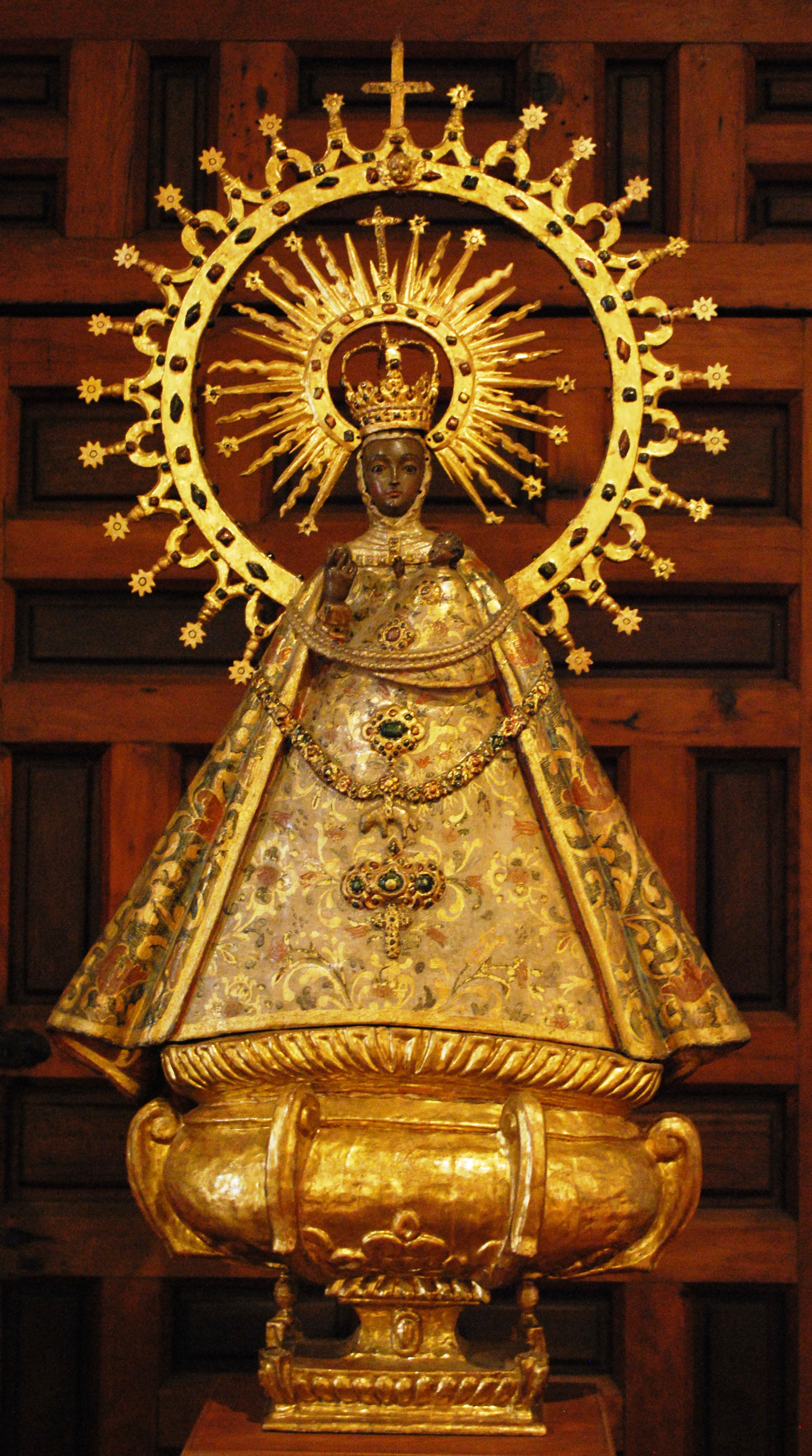
Imatge amb rics vestits

Tots els monarques, des de l'emperador Carles V, distingiren-se en la devoció cap a la Mare de Déu d'Atocha. Les reines catòliques, els prínceps i infants, enriquiren aquest sagrat amb nombroses donacions, en paraules de Capmany: «amb dificultat una altra imatge pogués presentar-se amb més riques joies que la d'Atocha: davant de cap altra s'han postrat més sobirans per adorar-la».
Carles III d'Espanya establí visitar-la amb la seva família reial tots els diumenges de l'any, estant en la cort, costum piadosa que va observar durant el seu regnat. Després de la destrucció durant la Guerra del Francès la imatge va ser traslladada a l'església de Santo Tomás, on els habitants d'aquesta vila no van abandonar el seu culte. Quan el rei Ferran VII va tornar a Espanya en 1814, manà restaurar l'església d'Atocha i el convent gairebé de nou, regalant alguns quadres de mèrit del seu palau reial per a adornar el temple, i amb el producte d'una gran creu de la reial orde americana d'Isabel la Catòlica, que va concedir a l'arquebisbe de Mèxic, es va construir l'elegant retaule major, sota els plànols d'Isidro Velázquez, arquitecte reial; penjant-s'hi les banderes i estendards dels antics terços, armades i regiments espanyols i els conquerits als seus enemics. I amb una processó general, en què van acompanyar les sacramentals, parròquies, comunitats religioses, el cabiscol, l'ajuntament i la grandesa, va ser portada la imatge de la Mare de Déu des de l'escola de Santo Tomás a la seva pròpia església, acompanyant el rei i els infants, amb els seus capellans d'honor, revestit de pontifical Francisco de Cebrian y Balda, bisbe patriarca de les Índies, als que seguien el cos de Guàrdies Reials i la Reial Companyia d'Alabarders amb les seves corresponents bandes de música. La resta tropa estava en formació al carrer. El rei atorgà a aquesta imatge el collaret de la insigne orde del Toisó d'Or, després la gran creu i banda de la reial distingida orde de Carles III. La Reina Maria Josepa Amàlia, abans de dirigir-se en 1827 a Barcelona, li posà la banda de la reial orde de la Reina Maria Lluïsa.
En aquesta església s'han beneït regularment les banderes dels cossos de l'exèrcit, i s'hi han fet la vetlla de reines i infants, i es presentaven al temple per primer cop diversos prínceps.